# Császár
Császár là một thị trấn thuộc hạt Komárom-Esztergom, Hungary. Thị trấn này có diện tích 67,8 km², dân số năm 2010 là 1765 người, mật độ 26 người/km².